# Црква Свете Великомученице Марине у Скорици
Црква Свете Великомученице Марине је српска православна црква која се налази на простору Скорице, а припада епархији нишкој. Посвећена је Светој великомученици Марини.

## Опште информације
На овом црквишту постојала је црква још у средњем веку. Неки историчар сматрају да је на овом месту прву црквицу изградио непознати монах синаит из реда исихаста, један од многих који су у време Моравске Србије дошли са Свете Горе. Првобитни иконостас је изградио мајстор Серафим из Витковца а осликао га Стојковић.

## Архитектура и унутрашњост
Ова црква је у архитектонском смислу саграђена на триконхалној основи са приближно квадратном припратом, наосом дужине 660 cm и ширине у западном делу 291,26 cm а у источном делу 300 cm.
Простор припрате дели један пар пиластера који са по једним зубом димензија 80х45 cm стварају четири нише у северном и јужном зиду припрате. У цркву се, иначе, улази на западној страни кроз врата ширине 166 cm. На врху куле, високе око 6м, издиже се купола.
Олтарски-светилишни део има наглашене просторе за проскомидију и ђаконикон, што је постигао увлачењем олтарске апсиде. Олтарска преграда- иконостас је постављен на средини стубова и има централне "царске двери" које воде према "часној трпези" и двоја бочна која комуницирају са проскомидијом и ђакониконом.
Црква је зидана пуном печеном опеком у три нивоа. Први део до висине од 3 м зидане су и апсиде, други део висине од 2 m зидани је део изнад припрате и наоса и завршава се двоводним кровом, покривеним црепом. Затим је изнад централног дела изидана кула у облику квадра која се претвара у шестоугаону кулу са шестоугаоним кровом, покривену покривачем од поцинкованог лима. Апсиде су такође покривене лимом. На куполи се налази велики крст а на предњем броду, изнад улазних врата и један мањи крст. Фасада је омалтерисана кречним малтером и окречена у бело.
На западном зиду, испод самог крова, јесте фреска св. великомученице Марине а изнад улазних врата мермерна плоча на којој су исписани подаци о изградњи цркве. Ова плоча је постављена деведесетих година 20. века на месту где је првобитно био фрескописан истоветни текст.
Црква је освећена 12. јула (29.јуна) 1931. године, на Петровдан. Новосаграђену скоричку цркву освештао је Његово преосвештенство епископ нишки Доситеј Васић.